# Sint-Blasiuskerk (Düsseldorf)
De rooms-katholieke Sint-Blasiuskerk (Duits: St. Blasiuskirche) in het Düsseldorfse stadsdeel Hamm werd in het begin van de 20e eeuw door de architect Josef Kleesattel op de fundamenten van een kerk uit de 19e eeuw gebouwd.

## Geschiedenis
De eerste kerk in Hamm, dat sinds 1394 deel uitmaakt van Düsseldorf, was een romaans kerkgebouw uit circa 1200. In de eerste helft van de 19e eeuw werd een nieuwe drieschepige parochiekerk in classicistische stijl gebouwd. Deze kerk werd in de 20e eeuw te klein en werd in de jaren 1909-1911 ten slotte vervangen door de huidige neoromaanse kerk, naar het ontwerp van Josef Kleesattel.
De kerk werd in de Tweede Wereldoorlog zwaar beschadigd. Onder leiding van de architecten A. en W. Dickmann werd de kerk hersteld en de eerste vieringen konden in 1947 weer plaatsvinden. De herbouw van de toren vond later plaats. 
Vanaf 1974 vond een restauratie plaats, die in 1981 afgesloten werd. 

## Orgel
Het orgel werd in 1955 door de orgelbouwfirma Romanus Seifert & Sohn gebouwd. Het kegelladen-instrument bezit 34 registers verdeeld over drie manualen en pedaal. De speel- en registertracturen zijn elektrisch.